# Scintilátor

Nabitá částice interaguje se scintilátorem, který na základě toho vydává světlo. Vydávané světlo se detekuje a převádí na elektrický impulz.

Scintilátor nebo scintilační materiál je látka, která absorbuje ionizující záření a přeměňuje ho na ultrafialové záření nebo světlo. Ionizující záření v látce způsobí ionizaci nebo excitaci elektronů látky do vyšších energetických stavů, které potom přecházejí zpět do nižších stavů nebo jsou nahrazované jinými elektrony, což vede k vyzáření měřeného záření s nižší energií. Lze říct, že scintilátory přeměňují neviditelné světlo na viditelné. Tento jev se nazývá scintilace. Scintilátor s fotonásobičem tvoří scintilační detektor, který se dá použít jako detektor částic (typicky záření gama nebo rentgenového záření). Alternativně se jako scintilátor označuje prostor, v kterém se nachází látka vykazující scintilaci.

## Dělení
Scintilátory je možné rozdělit:
- podle složení na
  - anorganické – sulfid zinečnatý aktivovaný stříbrem nebo mědí,[4] jodid sodný aktivovaný thalliem[2]
  - organické – např. naftalen,[4][5] antracen,[2][4] stilben[2]
- podle skupenství – tuhé krystalické, tuhé plastické, kapalné, plynné[2]

## Aktivátory
Do krystalů scintilátorů se často přidávají příměsi, takzvané aktivátory. Energetické hladiny scintilátoru, mezi kterými procházejí elektrony, totiž nemusí přesně vyhovovat požadavkům konkrétních aplikací. Proto se do nich přidávají aktivátory, které tyto vlastnosti mírně upravují pro konkrétní použití. Množství aktivátoru je zpravidla malé, méně než 1 % krystalu, což ale stačí na úpravu vlastností. Aktivátor potom působí jako takzvané luminiscenční centrum, tedy místo, v kterém dochází k přechodu elektronu z vyšší energetické hladiny do nižší energetické hladiny (z vodivostního do valenčního pásu). Úlohou zbývající části krystalu, tedy matrice, je zachytit ionizující záření a přenést ho na aktivátor. Matrice zároveň musí byt průhledná, aby nedocházelo k absorpci vyzářeného elektromagnetického záření. Jako aktivátor se používá například thallium přidané k jodidu sodnému, ale pro různé materiály se používají různé aktivátory.

## Dosvit
Důležitým parametrem jednotlivých scintilátorů je dosvit, který popisuje, jak rychle se intenzita záblesku změní e-krát. Pro plyny je to asi 10−9 s, pro kapaliny 10−9 až 10−8 s a pro tuhé látky asi od 10−8 až 10−5 s. Dosvit závisí i na druhu částice, čehož je možné využít při selektivním měření zvolené částice.